# Pingyi
Der Kreis Pingyi (chinesisch 平邑县, Pinyin Píngyì Xiàn) ist ein Kreis in der ostchinesischen Provinz Shandong. Er gehört zum Verwaltungsgebiet der bezirksfreien Stadt Linyi. Pingyi hat eine Fläche von 1.823 km² und zählt 900.167 Einwohner (Stand: Zensus 2010). Sein Hauptort ist die Großgemeinde Pingyi (平邑镇).

## Administrative Gliederung
Auf Gemeindeebene setzt sich der Kreis aus vierzehn Großgemeinden und zwei Gemeinden zusammen. 